# Kroatisk Radio Television
Kroatisk Radio Television (kroatisk:Hrvatska radiotelevizija, forkortet HRT) er en kroatisk public service selskab. Der driver flere radio- og tv-kanaler over en indenlandsk sendenet samt satellit. I 2011 var mere end 80% af HRT omsætning kom fra broadcast brugerbetaling med hver husstand i Kroatien forpligtet til at betale 79 HRK (~ € 10) om måneden for et enkelt fjernsyn, mens resten udgøres af reklamer ( som er begrænset ved lov)